# Mistrzostwa NCAA Division I w Zapasach w 1952
Mistrzostwa NCAA Division I w zapasach rozgrywane były w Fort Collins w dniach 28–29 marca 1952 roku. Zawody odbyły się w South College Gymnasium, na terenie Colorado State University.
- Outstanding Wrestler – Tommy Evans

## Wyniki

### Drużynowo
| Kolejność | Szkoła                      | Zespół   |
| --------- | --------------------------- | -------- |
| 1.        | University of Oklahoma      | Sooners  |
| 2.        | University of Northern Iowa | Panthers |
| 3.        | Oklahoma State University   | Cowboys  |
| 4.        | University of Toledo        | Rockets  |

### All American

#### 115 lb
| Lp. | Zawodnik      | Szkoła     |
| --- | ------------- | ---------- |
| 1.  | Hugh Peery    | Pittsburgh |
| 2.  | Will Howard   | Denver     |
| 3.  | Richard Meeks | Illinois   |
| 4.  | Robert Carlin | Indiana    |

#### 123 lb
| Lp. | Zawodnik        | Szkoła   |
| --- | --------------- | -------- |
| 1.  | Bill Borders    | Oklahoma |
| 2.  | Harry Arthur    | Indiana  |
| 3.  | Lou Kachiroubas | Illinois |
| 4.  | John Lee        | Harvard  |

#### 130 lb
| Lp. | Zawodnik     | Szkoła        |
| --- | ------------ | ------------- |
| 1.  | Gene Lybbert | Northern Iowa |
| 2.  | Donald Reece | Oklahoma      |
| 3.  | Dick Lemyre  | Penn State    |
| 4.  | George Lewis | Waynesburg    |

#### 137 lb
| Lp. | Zawodnik       | Szkoła         |
| --- | -------------- | -------------- |
| 1.  | George Layman  | Oklahoma State |
| 2.  | Bob Morris     | Northern Iowa  |
| 3.  | Harold Reece   | Oklahoma       |
| 4.  | Norton Compton | Illinois       |

#### 147 lb
| Lp. | Zawodnik         | Szkoła         |
| --- | ---------------- | -------------- |
| 1.  | Jay Thomas Evans | Oklahoma       |
| 2.  | Jim Harmon       | Northern Iowa  |
| 3.  | Miles Lee        | Michigan       |
| 4.  | Bryon Todd       | Oklahoma State |

#### 157 lb
| Lp. | Zawodnik      | Szkoła            |
| --- | ------------- | ----------------- |
| 1.  | Bill Weick    | Northern Iowa     |
| 2.  | Tom Titsworth | Oklahoma State    |
| 3.  | Don Govoni    | Northern Colorado |
| 4.  | Emil Perona   | Rutgers           |

#### 167 lb
| Lp. | Zawodnik         | Szkoła         |
| --- | ---------------- | -------------- |
| 1.  | Joe Lemyre       | Penn State     |
| 2.  | George Bender    | Michigan State |
| 3.  | Ralph Schneider  | Waynesburg     |
| 4.  | Warren Sonnenman | Cornell Iowa   |

#### 177 lb
| Lp. | Zawodnik        | Szkoła              |
| --- | --------------- | ------------------- |
| 1.  | Bentley Lyon    | California–Berkeley |
| 2.  | Maynard Skinner | Colorado            |
| 3.  | Ted Weaver      | Kansas State        |
| 4.  | Ray Vohden      | Rutgers             |

#### 191 lb
| Lp. | Zawodnik     | Szkoła    |
| --- | ------------ | --------- |
| 1.  | Harry Lanzi  | Toledo    |
| 2.  | George Myers | Iowa      |
| 3.  | Brad Glass   | Princeton |
| 4.  | Joe Butler   | Oklahoma  |

#### Open
| Lp. | Zawodnik    | Szkoła         |
| --- | ----------- | -------------- |
| 1.  | Gene Nicks  | Oklahoma State |
| 2.  | John Witte  | Oregon State   |
| 3.  | Ed Valtoney | Waynesburg     |
| 4.  | Dick Torio  | Toledo         |